# Kongó uralkodóinak listája
Az alábbi lista a Kongói Királyság uralkodóit tartalmazza. A mindenkori uralkodó hivatalos címe a "manikongo" volt. A cím elnevezése a portugál manicongo szóból származik , amely a  kikongó nyelvű Mwene Kongo (szó szerint "Kongó ura") elváltozása.

## Az egységes királyság (1380k. –1666)
| Uralkodó          | Uralkodott                          | Eredeti neve | Megjegyzés                           |
| ----------------- | ----------------------------------- | ------------ | ------------------------------------ |
| Lukeni            | király: 1380 k. – †1420 k.          | ugyanaz      |                                      |
| Nanga             | király: 1420 k. – †1430 k.          | ugyanaz      |                                      |
| Nlaza             | király: 1430 k. – †1450 k.          | ugyanaz      |                                      |
| Nkuwu             | király: 1450 k. – †1470 k.          | ugyanaz      |                                      |
| I. János          | király: 1470 k. – †1509             | Nzinga       | 1491. május 3-án megkeresztelkedett. |
| I. Alfonz (*1456) | király: 1509 – †1542                | Mvemba       |                                      |
| I. Péter          | király: 1542 – 1545, †?             | Nkanga       |                                      |
| Ferenc            | király: 1545 – †1545                | ?            |                                      |
| Diego             | király: 1545 – †1561. november 4.   | Nkumbi       |                                      |
| II. Alfonz        | király: 1561 – †1561                | Mpemba       |                                      |
| I. Bernát         | király: 1561 – †1567                | ?            |                                      |
| I. Henrik         | király: 1567 – †1568                | Nerika       |                                      |
| I. Álvaro         | király: 1568 – †1587 márciusa       | Nimi         |                                      |
| II. Álvaro        | király: 1587 – †1614. augusztus 9.  | Nimi         |                                      |
| II. Bernát        | király: 1614 – †1615 augusztusa     | Nimi         |                                      |
| III. Álvaro       | király: 1615 – †1622. május 4.      | Nimi         |                                      |
| II. Péter         | király: 1622 – †1624. április 3.    | Nkanga       |                                      |
| I. García         | király: 1624 – †1626. március 7.    | Mvemba       |                                      |
| Ambrus            | király: 1626 – †1631. március 7.    | Nimi         |                                      |
| IV. Álvaro        | király: 1631 – †1636. február 24.   | Nzinga       |                                      |
| V. Álvaro         | király: 1636 – †1636. augusztus 14. | Mpanzu       |                                      |
| VI. Álvaro        | király: 1636 – †1641. február 22.   | Nimi         |                                      |
| II. García        | király: 1641 – †1660 vége           | Nkanga       |                                      |
| I. Antal          | király: 1660-ban, †1669             | Nvita        |                                      |
| II. Alfonz        | király: 1665 – †1665 decembere      | ?            |                                      |
| VII. Álvaro       | király: 1665 – †1666 júniusa        | Mpanzu       |                                      |

## A szétesett királyság (1666–1716)

### Mbanza (1666–1678)
| Uralkodó     | Uralkodott                    | Eredeti neve | Megjegyzés |
| ------------ | ----------------------------- | ------------ | ---------- |
| VIII. Álvaro | király: 1666 – †1669 januárja | Mvemba       |            |
| III. Péter   | király: 1669-ben, †1683       | Nsimba       |            |
| IX. Álvaro   | király: 1669 – †1670 vége     | Mpanzu       |            |
| Rafael       | király: 1670 – †1673 közepe   | Nzinga       |            |
| III. Alfonz  | király: 1673 – †1674 közepe   | Mvemba       |            |
| Dániel       | király: 1674 – †1678 közepe   | Miala        |            |

### Ki-Mpangu (1666–1716)
| Uralkodó                 | Uralkodott                     | Eredeti neve       | Megjegyzés |
| ------------------------ | ------------------------------ | ------------------ | ---------- |
| I. Sebestyén             | király: 1666 – †1670           | ?                  |            |
| III. García              | király: 1670 – †1685 eleje     | Nkanga             |            |
| I. András                | király: 1685 – †1689           | Mvizi              |            |
| I. Mánuel Alfonz         | király: 1689 – 1690, †1693     | Nzinga             |            |
| X. Álvaro                | király: 1690 – †1695 decembere | Nimi               |            |
| IV. Péter Alfonz (*1672) | király: 1695 – 1716, ld. alább | Agua Rosada Nusamu |            |

### Nkondo (1669–1709)
| Uralkodó    | Uralkodott                    | Eredeti neve | Megjegyzés             |
| ----------- | ----------------------------- | ------------ | ---------------------- |
| III. Alfonz | király: 1669 – 1673, ld. fent | ?            | Mbanza királya később. |
| (X.) Álvaro | király: 1673 – †1709          | ?            |                        |

### Mbamba Lovata (1678–1715)
| Uralkodó     | Uralkodott           | Eredeti neve | Megjegyzés |
| ------------ | -------------------- | ------------ | ---------- |
| (II.) Mánuel | király: 1678 – †1715 | ?            |            |

### Mbula (1669–1716)
| Uralkodó         | Uralkodott           | Eredeti neve | Megjegyzés |
| ---------------- | -------------------- | ------------ | ---------- |
| III. Péter       | király: 1669 – †1683 | Nsimba       |            |
| II. János Mánuel | király: 1683 – †1716 | Nzuzi        |            |

## Az újraegyesített királyság (1716–1915)
| Uralkodó            | Uralkodott                        | Eredeti neve | Megjegyzés                  |
| ------------------- | --------------------------------- | ------------ | --------------------------- |
| IV. Péter           | király: 1716 – †1718. február 21. | Nusamu       | Korábban Ki-Mpangu királya. |
| II. Mánuel          | király: 1718 – †1743. április 21. | Mpanzu       |                             |
| IV. García          | király: 1743 – †1752. március 31. | Nkanga       |                             |
| Miklós              | király: 1752 – †1758              | Misaki       |                             |
| IV. Alfonz          | király: 1758 – †17??              | Nkanga       |                             |
| II. Antal           | király: 17?? – †17??              | Mvita        |                             |
| II. Sebestyén       | király: 17?? – †1763              | Nkanga       |                             |
| V. Péter            | király: 1763 – 1764, †1779        | Ntivila      |                             |
| XI. Álváro          | király: 1764 – †1778              | Nkanga       |                             |
| I. József           | király: 1778 – †1784 februárja    | Mpasi        |                             |
| V. Alfonz           | király: 1784 – †1788              | ?            |                             |
| XII. Álvaro         | király: 1788 – †1788              | ?            |                             |
| II. József          | király: 1788 – †1791              | ?            |                             |
| Alex                | király: 1791 – †1793              | Mpanzu       |                             |
| Joakim              | király: 1793 – †1794              |              |                             |
| II. Henrik          | király: 1794 – †1803              | Masaki       |                             |
| V. García           | király: 1803 – †1830              | Nkanga       |                             |
| II. András          | király: 1814 – †1825              | ?            |                             |
| III. András (*1798) | király: 1825 – †1842              | Mvizi        |                             |
| III. Henrik         | király: 1842 – †1857 januárja     | Mpanzu       |                             |
| XIII. Álvaro        | király: 1857 – †1859              | ?            |                             |
| VI. Péter           | király: 1859 – †1891 februárja    | ?            |                             |
| XIV. Álvaro         | király: 1891 – †1896 novembere    |              |                             |
| IV. Henrik          | király: 1896 – †1901              |              |                             |
| VII. Péter          | király: 1901 – †1910              |              |                             |
| Mánuel Nkomba       | király: 1910 – †1911              | ugyanaz      |                             |
| III. Mánuel         | király: 1911 – †1915              |              |                             |

## Fordítás
- Ez a szócikk részben vagy egészben  a   List of rulers of Kongo című angol Wikipédia-szócikk fordításán alapul.  Az eredeti cikk szerkesztőit annak laptörténete sorolja fel. Ez a jelzés csupán a megfogalmazás eredetét és a szerzői jogokat jelzi, nem szolgál a cikkben szereplő információk forrásmegjelöléseként.
- Ez a szócikk részben vagy egészben  a   Liste des Manikongo du Kongo című francia Wikipédia-szócikk fordításán alapul.  Az eredeti cikk szerkesztőit annak laptörténete sorolja fel. Ez a jelzés csupán a megfogalmazás eredetét és a szerzői jogokat jelzi, nem szolgál a cikkben szereplő információk forrásmegjelöléseként.